# Нижнеибраево
Нижнеибраево (баш. Түбәнге Ибрай) — деревня в Стерлибашевском районе Башкортостана, входит в состав Яшергановского сельсовета.

## История
Деревня возникла в 50-х годах XVIII в. на основе договора торговых татар из Сеитовского посада (Каргалы) и башкир Кульили-Минской волости 1751 г.

## Население
| 1834 | 1859 | 2002 | 2009 | 2010 |
| ---- | ---- | ---- | ---- | ---- |
| 207  | ↗324 | ↗334 | ↘245 | ↗287 |

## Географическое положение
Расстояние до:
- районного центра (Стерлибашево): 36 км,
- центра сельсовета (Яшерганово): 3 км,
- ближайшей ж/д станции (Стерлитамак): 96 км.

## Известные уроженцы
- Рахимов, Халил Халяфович (род. 2 мая 1961) — заместитель министра промышленности, инвестиционной и инновационной политики Республики Башкортостан (2007—2008), глава администрации города Салавата (2008—2009), первый заместитель министра промышленности и инновационной политики Республики Башкортостан (с 2010)[4][5].